# Жельоногурски окръг
Жельоногурски окръг (на полски: Powiat zielonogórski) е окръг в Западна Полша, Любушко войводство. Заема площ от 1569,72 км2. Административен център е град Жельона Гура, който не е част от окръга.

## География
Окръгът обхваща територии от историческите области Долна Силезия и Великополша. Разположен е в централната и източната част на войводството.

## Население
Населението на окръга възлиза на 93 749 души (2012 г.). Гъстотата е 60 души/км2.

## Административно деление
Административно окръгът е разделен на 10 общини.
Градско-селски общини:
- Община Бабимост
- Община Каргова
- Община Новогрод Бобжански
- Община Сулехов
- Община Червенск

Селски общини:
- Община Боядла
- Община Жельона Гура
- Община Забор
- Община Тшебехов
- Община Швидница

## Галерия
- Бабимост
- Червенск
- Каргова
- Новогрод Бобжански
- Сулехов